# Walt Hopkins

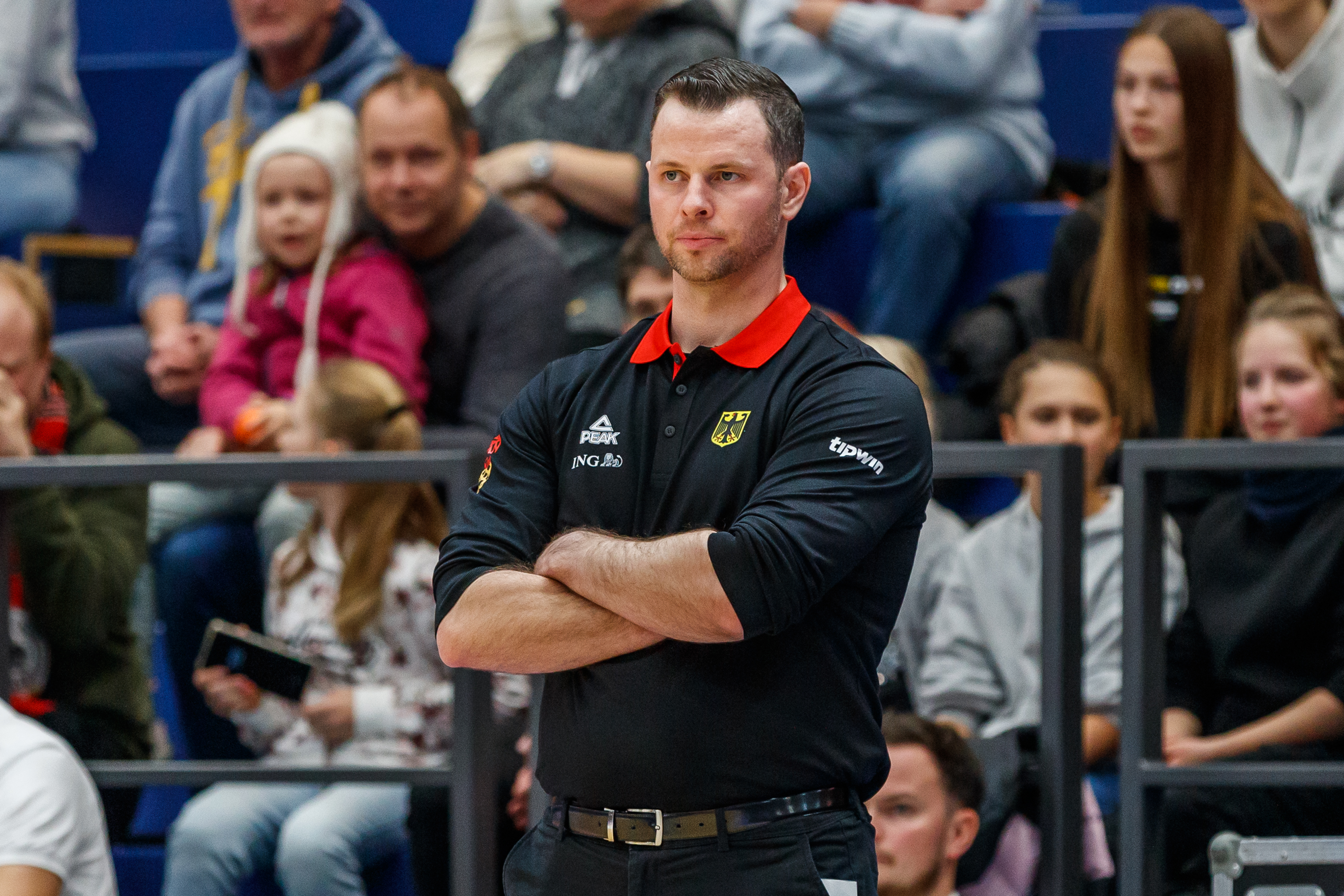
Hopkins (2022)

Walter Hopkins (* 1985) ist ein US-amerikanischer Basketballtrainer.

## Laufbahn
Der aus Sparks im US-Bundesstaat Nevada stammende Hopkins war in seiner Heimatstadt Trainer an der Reed High School, betreute dort hauptverantwortlich eine Jungenmannschaft und war Co-Trainer der Mädchen-Schulauswahl. Von 2012 bis 2015 war er (teils gleichzeitig zu anderen Aufgaben) in Nevada für eine Jugend-Basketballakademie tätig. Er ging zum Studium an die University of Nevada, Reno, erlangte dort einen Abschluss im Fach „englische Schreiblehre“, im Nebenfach studierte er Philosophie. Während seines Studiums verbrachte Hopkins ein Jahr an der University of Oxford in England und gehörte dort als Spieler zur Basketballmannschaft des New College. Hopkins erlangte 2013 einen weiteren Hochschulabschluss an der Harvard University und gehörte in dieser Zeit zum Trainerstab von Harvards Basketball-Damen, war dort neben der Trainingsarbeit auch in die Spielersichtung eingebunden.
In der 2013er Saison der WNBA arbeitete Hopkins für Tulsa Shock als Bindeglied zwischen Trainerstab und Geschäftsstelle, war für die Planung der Auswärtsfahrten sowie die Leitung der Gegnersichtung verantwortlich, zudem war er für die Übungseinheiten mit den Spielerinnen vor und nach dem eigentlichen Training zuständig. Zur Saison 2013/14 stieß er als Co-Trainer zum Stab der Utah Valley University (Damen).
Er schloss ein weiteres Studium an der University of California, Berkeley ab. An der kalifornischen Hochschule war er von 2014 bis 2016 zudem in der akademischen Betreuung von Studenten eingebunden. Hopkins arbeitete zudem in Einzeltrainingsstunden mit Spielern (teils aus der NBA) und Spielerinnen (teils aus der WNBA) zusammen.
Von 2017 bis 2019 war Hopkins Co-Trainer der Minnesota Lynx (WNBA) und trug in diesem Amt zum Gewinn des Meistertitels im 2017er Spieljahr bei. Im Januar 2020 wurde er als neuer Cheftrainer von New York Liberty (WNBA) vorgestellt. Zusätzlich zu dieser Aufgabe wurde er Mitte September 2020 deutscher Damen-Bundestrainer. New York Liberty betreute er in den Spieljahren 2020 und 2021, wurde dann von Sandy Brondello abgelöst. Die deutschen Damen führte er 2023 zur ersten EM-Teilnahme seit zwölf Jahren. Danach und somit noch vor dem EM-Turnier beendete er seine Tätigkeit beim Deutschen Basketball Bund aus persönlichen Gründen. Als seine Nachfolgerin wurde die Kanadierin Lisa Thomaidis verpflichtet.